# Stray Cats (album)
Albums de The Stray Cats
Gonna Ball (en)
(1981)
Singles
1. Runaway Boys
Sortie : novembre 1980
2. Rock This Town
Sortie : février 1981
3. Stray Cat Strut
Sortie : avril 1981

Stray Cats est le premier album studio du groupe de rockabilly américain The Stray Cats sorti en février 1981.
L'album obtient beaucoup de succès, notamment en France où il se place en tête du classement des albums pendant neuf semaines. Au Royaume-Uni, il se classe 6e et devient disque d'or. Il marque le retour en vogue du rockabilly à cette époque, avec des artistes comme Shakin' Stevens, The Cramps, Alan Vega...
Trois singles au succès international en sont extraits : Runaway Boys, Rock This Town et Stray Cat Strut.

## Liste des titres
| 1. | Runaway Boys           | - Brian Setzer - Slim Jim Phantom | 3:03 |
| 2. | Fishnet Stockings      | Setzer                            | 2:25 |
| 3. | Ubangi Stomp           | Charles Underwood                 | 3:14 |
| 4. | Jeanie, Jeanie, Jeanie | - George Motola - Ricky Page      | 2:21 |
| 5. | Storm The Embassy      | - Setzer - Phantom                | 4:08 |
| 6. | Rock This Town         | Setzer                            | 3:28 |

| 7.  | Rumble in Brighton  | - Setzer - Phantom                                  | 3:16 |
| 8.  | Stray Cat Strut     | Setzer                                              | 3:16 |
| 9.  | Crawl Up and Die    | - Brian Feli - Jim Feli                             | 3:13 |
| 10. | Double Talkin' Baby | Dany Wolfe                                          | 3:05 |
| 11. | My One Desire       | Dorsey Burnette                                     | 2:57 |
| 12. | Wild Saxophone      | - Roy Montrell - John Marascalco - Robert Blackwell | 3:01 |

- Note : les titres 1, 4, 6, 8 à 11 sont produits par Dave Edmunds, les titres 2, 3, 5, 7 et 12 sont produits par Brian Setzer & Stray Cats

## Composition du groupe
- Brian Setzer : chant, guitare
- Slim Jim Phantom : batterie
- Lee Rocker : contrebasse

Musicien additionnel
- Gary Barnacle (en) : saxophone

## Classements hebdomadaires
| Classement (1981)             | Meilleure place |
| ----------------------------- | --------------- |
| France (IFOP)                 | 1               |
| Norvège (VG-lista)            | 24              |
| Nouvelle-Zélande (RIANZ)      | 2               |
| Pays-Bas (Mega Album Top 100) | 4               |
| Royaume-Uni (UK Albums Chart) | 6               |
| Suède (Sverigetopplistan)     | 3               |

## Certifications
| Pays                    | Certification | Unités certifiées |
| ----------------------- | ------------- | ----------------- |
| Nouvelle-Zélande (RMNZ) | Platine       | 15 000            |
| Royaume-Uni (BPI)       | Or            | 100 000           |

France  (snep) : Or : +100 000 unités 